# Kutyátlanok kíméljenek
A Kutyátlanok kíméljenek (eredeti címe: Must Love Dogs) 2005-ben bemutatott romantikus filmvígjáték, melyet Claire Cook Must Love Dogs című regénye alapján Gary David Goldberg rendezett. A főbb szerepekben Diane Lane és John Cusack látható.
Az Amerikai Egyesült Államokban 2005. július 29-én, Magyarországon 2005. november 10-én mutatták be.

## Cselekmény
|  | Alább a cselekmény részletei következnek! |

Sarah Nolan, egy óvodában dolgozó, negyvenes évei elején járó tanár nyolc hónapja elvált és népes családja ezt nem nézi jó szemmel, mindenképpen párt akarnak neki találni. Különféle helyekről beszerzett fényképeket mutatnak olyan férfiakról, akik szerintük szóba jöhetnek lehetséges partnerként (akár egy alkalomra is). Sarah nem igazán akar új kapcsolatba bonyolódni.
Jake Anderson szintén nemrég vált el, mert saját bevallása szerint nem törődött eleget a feleségével, inkább a hajóépítés kötötte le, Jake ugyanis kézzel készít evezős hajókat, ezekre azonban kicsi a kereslet. Charlie, az ügyvédje és barátja megpróbál segíteni neki és nőket ajánl neki rövid távra. Jake nem igazán érdeklődik az ilyen kapcsolatok iránt.
Sarah nővére, Carol meglátogatja és elbeszélgetnek az egyik gyerek apukájáról, a sármos Bob Connerről, aki vonzódik a nőhöz, de nagy nőcsábász hírében áll. Sarah is vonzódik hozzá, de saját háziszabályként nem akar a gondjaira bízott gyerekek apukáival randevúzni.
Carol egyszer csak azzal rohanja le, hogy a nevében feladott egy hirdetést az interneten egy erre szakosodott közösségi oldalon. Sarah-t ledöbbenti a hír, ráadásul a nővére az egyetemi végzős fényképét rakta fel (így a potenciális férfiak azt gondolhatják, hogy 25 éves). A leírásban Sarah mint „érzéki nő” szerepel, állítólag azért, mert mindenki ezzel a szöveggel hirdet, és ettől nem szabad eltérni. Jeligeként a nővér a „kutyátlanok kíméljenek” jeligét adja meg, bár Sarah-nak nincs kutyája (de a családban van egy nagy fekete labrador retriever, amit „Teréz anyának” hívnak).
Sarah jó néhány randira elmegy, amik katasztrófának bizonyulnak a férfiak részéről, akik vagy sírva fakadnak, vagy kissé perverzek vagy csak szórakozást keresnek.
Jake és Charlie egy modern művészeti kiállításon találkoznak Sherry-vel, akit Charlie ajánlott Jake-nek azzal, hogy „már a cég fele lefeküdt vele”. Sherry kissé butácska szőke nő, aki csodálkozik rajta, hogy Jake miért nem hívta fel. Charlie ekkor Sarah internetes profilját mutatja Jake-nek és közli vele, hogy meg van beszélve egy találkozó a nővel egy kutyasétáltató parkban. Bár Jake-nek nincs kutyája, megjelenik egy kicsi, fehér szőrű, kölcsönkapott terrierrel, ami egyszerű parancsokat is teljesít neki (pl. az „ül”-re nem hallgat, de a „halott”-ra igen: lefekszik és halottnak tetteti magát). A találkozó rosszul alakul, mivel Jake elemezni kezdi Sarah internetes profilját, ami persze nemigen fedi a valóságot, ezért többször sikerül megsértenie a nőt. Sarah hirtelen el is megy, de beleegyezik, hogy a férfi felhívhassa egy újabb találkozó reményében.
Jake javaslatára egy örmény étterembe mennek vacsorázni, ahol Jake azt javasolja, hogy legyenek teljesen őszinték egymáshoz, ne valamikor tíz év múlva. Ha most kiderül, hogy nem illenek egymáshoz, akkor semmi jóvátehetetlen nem történik, és másnap mindenki mehet a maga útjára. A nő beleegyezik, és pár mondatban olyan dolgokat mondanak el, amit más randikon nemigen szoktak. Sarah elmondja, hogy a férje már nem szerette, és a gyermekvállalást is folyton halogatták. Végül talált egy fiatalabb lányt, akit azóta már elvett feleségül és aki már gyermeket vár tőle. A randi hamarosan szenvedélyessé válik, és Sarah lakásában találják magukat, hevesen csókolózva, amikor kiderül, hogy egyiküknél sincs óvszer. Őrült autózás kezdődik, de a forrásként szóba jöhető gyógyszertárak sorban bezárnak. Végül találnak óvszert, de addigra Sarah-nak már nincs kedve a dologhoz.
Mindeközben Sarah apja, Bill is randevúzgatni kezd, egyszerre három jelöltje is van. Azonban ahogy lányának mondja, „csak édesanyádat szerettem igazán”, a többiekkel csak eltölti az időt. Egyikük Dolly, akivel Sarah összebarátkozik.
Jake és Charlie megállapítják, hogy Jake vonzódik a nőhöz, és „talán ő az igazi” érzése van vele kapcsolatban. Jake felhívja Sarah-t telefonon, azonban Dolly beállít hozzá, mert közbejött egy családi bonyodalom, amit azonnal le kell rendezni, így leteszi a telefont. Jake nem érti mi történt. Sarah útközben hazafelé beugrik Bobhoz, akinél azonban egy másik fiatal nő, June van éppen. Sarah szinte elmenekül, közben elveszíti a telefonját a férfi kertjében. Sarah otthona előtt ott találja részeg öccsét, Michaelt Jake és a labrador társaságában. Jake azért jött át, mert aggódni kezdett, amikor olyan hirtelen letette a telefont. Michael összeveszett a feleségével, ezért rúgott be. Jake meghívja Sarah-t egy közös evezésre, bár a nő szabadkozik, hogy nem ért hozzá. Jake átöleli hátulról, és megmutatja neki, hogyan kell húzni az evezőt, majd röviden csókolóznak. Jake vállalkozik rá, hogy hazafuvarozza Michaelt, ezalatt gyertyákat gyújtva Sarah várja, hogy visszatérjen. Ekkor Bob tűnik fel, aki visszahozta Sarah telefonját. Miközben magyarázni próbálja, hogy közte és June között nem történt semmi, hirtelen megcsókolja Sarah-t, aki nem tud ellenállni a meglepetéstől. Ekkor Jake váratlanul beállít Michaellel, aki nem tudta megmondani, hol lakik. Jake úgy értelmezi a helyzetet, hogy Sarah nem őt választotta, ezért sértődötten elbúcsúzik, bár Sarah el akarja neki magyarázni, hogy mi történt, Jake azonban nem hallgatja meg.
A Hálaadás időszakában Sarah felhívja Bobot és egy szállodai szobában szexelnek. A kocsiban Bob bevallja neki, hogy lefeküdt June-nal.
Jake válogatás nélkül randevúzgat a Charlie által felhajtott nőkkel. Éppen Sherry van soron, akit sikerült rábeszélni az 1965-ös, fekete-fehér Doktor Zsivágó megnézésére egy moziban. A film Jake kedvence, többször megnézte már, mert szerinte „manapság nem készítenek ilyen szenvedélyes szerelemről szóló filmeket”. Az sem zavarja, hogy Sherry nem értette meg a film lényegét. Sarah barátai unszolására ekkor egy manikűrösnél van, és ahogy meglátja Jake-et egyedül, kirohan az üzletből és odaszalad hozzá. Hamarosan azonban feltűnik Sherry, és Sarah rájön, hogy együtt vannak. Sherry kéri Jake-et, hogy menjen fel hozzá, a férfinak azonban nincs kedve hozzá.
Jake véletlenül összefut az utcán Bill-lel, Sarah apjával (mivel nem találkoztak még, nem ismerik egymást), aki éppen az általa kézzel készített szép hajót csodálja. Elbeszélgetnek egy kicsit, de amikor Bill megemlíti, hogy van egy lánya, akinek szívesen bemutatná, Jake jelzi neki, hogy nem akarja folytatni a beszélgetést. Bill megemlíti Sarah-nak, hogy találkozott egy fiatalemberrel, aki hajókat készít és idézi, hogy a férfi csalódott a barátnőjében, akit pedig még mindig szeret.
Sarah rájön a leírásból, hogy Jake-ről van szó, és hogy őróla beszélt az apjának. Elrohan Jake lakására, de ott csak Charlie-t találja. Charlie eleinte nem akarja elárulni, hogy hova ment Jake, majd megmondja, hogy evezni ment a tóra. Sarah megpróbál neki a partról kiabálni, de a férfi túl távol van ahhoz, hogy meghallja. Sarah ekkor csónakot akar bérelni, de éppen egy sincs szabad. Végül egy női csapat csónakjába kéredzkedik fel a kutyájával együtt. Végül majdnem sikerül felhívnia magára Jake figyelmét, de a két hajó egymással ellentétes irányban halad, és Jake nem veszi észre. Ezért Sarah, hogy elérje a férfit, a dzsekijét levéve a vízbe ugrik, ahova „Teréz anya” is követi. Jake felfigyel a nőre és a kutyára és mindkettőt felveszi a hajójába. Sarah elmondja neki az érzéseit, ezután csókolóznak és feltehetően minden jóra fordul.
|  | Itt a vége a cselekmény részletezésének! |

## Szereplők
| Szerep          | Színész                 | Szinkronhang      |
| --------------- | ----------------------- | ----------------- |
| Sarah Nolan     | Diane Lane              | Vándor Éva        |
| Jake            | John Cusack             | Lux Ádám          |
| Carol           | Elizabeth Perkins       | Fehér Anna        |
| Bill            | Christopher Plummer     | Kristóf Tibor     |
| Bob             | Dermot Mulroney         | Nagy Ervin        |
| Dolly           | Stockard Channing       | Horváth Zsuzsa    |
| Christine       | Ali Hillis              | Oroszlán Szonja   |
| Leo             | Brad William Henke      | Kardos Róbert     |
| June            | Julie Gonzalo           | Ruttkay Laura     |
| Michael         | Glenn Howerton          | Karácsonyi Zoltán |
| Charlie         | Ben Shenkman            | Welker Gábor      |
| Sherry          | Jordana Spiro           | Nádorfi Krisztina |
| Boltos          | Kirk Trutner            | Schneider Zoltán  |
| Eric            | Victor Webster          | Zámbori Soma      |
| Marc            | Michael Spound          | Rosta Sándor      |
| Jason           | Will McCormack          | Seder Gábor       |
| Bill, Jr.       | Ted Griffin             |                   |
| Eileen néni     | Marylouise Burke        | Bókai Mária       |
| Stanley         | Brad Hall               |                   |
| Austin          | Bobby Coleman           | Penke Soma        |
| Molly           | Emma Prescott           |                   |
| Justin          | Jaden Sorensen          |                   |
| Jeremy          | Will Rothhaar           | Molnár Levente    |
| Walter          | Tony Bill               | Koncz István      |
| Marshall        | Patrick St. Esprit      |                   |
| Lennie          | Josh Stamberg           | Hajdu István      |
| Mrs. Parseghian | Anoush NeVart           |                   |
| Mr. Parseghian  | Krikor Satamian         |                   |
| Peter           | Jon Lindstrom           |                   |
| Donald          | Patrick Fabian          |                   |
| Vinnie          | Steve Schirripa         |                   |
| Rebecca         | Bess Wohl               |                   |
| Marcia          | Laura Kightlinger       |                   |
| Sonia           | Rubria Marcheens Negrao |                   |
| David           | Colin Egglesfield       |                   |
| Mai             | Suzy Nakamura           |                   |
| Bertha          | Jamie Denbo             |                   |
| Timmy           | Miles Hull              |                   |
| Jennifer        | Amy Kidd                |                   |
| Hajós fickó     | Ted Detwiler            |                   |
| Kormányos       | Kate McClafferty        |                   |
| Hosztesz        | Shana Hiatt             |                   |

## A film készítése
Goldberg már akkor érdeklődni kezdett a film készítésével kapcsolatban, amikor először találkozott Cook könyvével. Úgy gondolta, hogy tele van humorral, és ezért igyekezett megszerezni a filmes jogokat. A film forgatása 2004. október 12-én kezdődött.
Goldberg közösen dolgozott Cookkal, akinek menet közben odaadta a félig kész vázlatokat és a véleményét kérte. Még a szereplőválogatásba is bevonta. Bár Cook mindössze kétszer jelent meg a forgatások helyszínén, azt mondta róla: „Örülök annak, amit csináltak, ez egy nagyszerű hozzájárulás a könyvhöz és önmagában is nagyszerű film.”
Goldberg módszere az volt, hogy a színészből indult ki és hozzá igazította szerepet, a forgatókönyvet többször a helyszínen finomította. Goldberg állandóan új oldalakat szállított a forgatások helyszínére, Cusack pedig ötleteket adott arra, hogy min kellene dolgozni. Cusack végül elérte, hogy az hangozzék el a filmben, amit ő szeretett volna.

### „Teréz anya”
Goldberg újfoundlandit választott a filmhez, bár a könyvben nem ilyen kutya volt. A „Teréz anya” szerepet két nőstény kutya játszotta, Molly és Mabel. Lane úgy magyarázta ezt, hogy „akárcsak gyerekek esetén, a filmesek szeretnek ikreket bérelni”." A kutyákat már kölyökkorukban kiválasztották, és a filmezés előtt hónapokon keresztül foglalkoztak velük. Még a filmezés alatt is kölyökkutyának számítottak, mivel 6 hónaposak és 36 kilósak voltak. Amikor a filmezés véget ért, Goldberg örökbe fogadta a kutyákat.

## Fogadtatás

### Kritikai visszhang
A filmet a kritikusok negatív értékeléssel fogadták. A Metacritic-on 46/100-ra értékelték. A Rotten Tomatoes-on 142 kritikus véleménye alapján 35%-ot ért el, bár ugyanitt a közönség 57%-ra értékelte. Általános vélemény volt a filmmel szemben, hogy „A szerethető figurák jó munkája ellenére túlságosan kiszámítható a történet”.
Roger Ebert filmkritikus megjegyzi, hogy „bár Lane és Cusack a két leginkább szerethető színész a filmben, megérdemelték volna, hogy a film komolyabban vegye őket”. A filmnek 2 csillagot adott a lehetséges 4-ből. Stephen Holden a The New York Times-tól negatívan értékelte a színészeket, akik elfogadták a projektben való részvételt.
Pozitív értékelést adott a Rolling Stone: „nagyszerű film, Lane és Cusack rokonszenves alakításával”. A filmnek 3 csillagot adtak a lehetséges 5-ből. „Amikor azt hiszed, rájöttél, mit tartogat a rendező, ő valami új meglepetéssel áll elő.” Ann Hornaday a The Washington Post-tól megjegyzi: „A film azért működik, mert Lane olyan színésznő, aki bármit eljátszhatna, akkor is kiérdemelné a nézők szeretetét.” Hozzáteszi, hogy „a támogató szerepekben is rokonszenves színészek láthatók, és Lane és Cusack jól játszik.”

### Bevételei adatok
A Kutyátlanok kíméljenek 12 hétig volt látható az amerikai mozikban, az első három hétben a Top 10-ben volt a nézettségi listákon. Összességében 58 405 313 dollár bevételt termelt, ezzel a 66. helyen van a 2005-ben megjelent filmek között.

## Házimozi kiadás
A Kutyátlanok kíméljenek 2005. december 20-án jelent meg DVD-n és VHS-en. Az extrák között látható négy plusz jelenet, összesen nyolc percben, ezek Goldberg kommentárjával hallhatók.

## A filmben elhangzó dalok
| sorszám | cím                                     | előadó                                                                        | hossz (p:mm) |
| ------- | --------------------------------------- | ----------------------------------------------------------------------------- | ------------ |
| 1       | "Brown Penny"                           | Christopher Plummer                                                           | 1:03         |
| 2       | "When Will I Be Loved?"                 | Linda Ronstadt                                                                | 3:29         |
| 3       | "The First Cut Is the Deepest"          | Sheryl Crow                                                                   | 3:47         |
| 4       | "Hey There Lonely Girl"                 | Eddie Holman                                                                  | 3:35         |
| 5       | "Don't It Feel Good"                    | Stephanie Bentley                                                             | 3:29         |
| 6       | "I Never"                               | Rilo Kiley                                                                    | 4:31         |
| 7       | "I'd Rather Be in Love with You"        | Susan Haynes                                                                  | 2:48         |
| 8       | "Dance All Night"                       | Ryan Adams                                                                    | 3:14         |
| 9       | "Shell"                                 | Susie Suh                                                                     | 4:29         |
| 10      | "What Kind of Love"                     | Rodney Crowell                                                                | 3:59         |
| 11      | "Prelude/Lara's Theme from Dr. Zhivago" | Erich Kunzel, Cincinnati Pops Orchestra                                       | 5:47         |
| 12      | "This Will Be (An Everlasting Love)"    | Natalie Cole                                                                  | 2:52         |
| 13      | "Come on Get Happy"                     | Diane Lane, Dermot Mulroney, Stockard Channing, Elizabeth Perkins, Ali Hillis | 1:03         |

## Fordítás
Ez a szócikk részben vagy egészben  a   Must Love Dogs című angol Wikipédia-szócikk fordításán alapul.  Az eredeti cikk szerkesztőit annak laptörténete sorolja fel. Ez a jelzés csupán a megfogalmazás eredetét és a szerzői jogokat jelzi, nem szolgál a cikkben szereplő információk forrásmegjelöléseként.